# Собор Святой Гертруды (Утрехт)
Собор святой Гертруды (нидерл.  Sint-Gertrudiskathedraal) — кафедральный собор архиепархии Утрехта Голландской старокатолической церкви. Церковь освящена в честь святой Гертруды.

## История
Церковь святой Гертруды была построена в 1912 году по проекту архитектора Вентинка в неороманском стиле, который был выбран по модели небольшой церкви святой Марии, которая находилась недалеко от построенного храма.
Своё наименование церковь получила от часовни святой Гертруды, построенной в 1634 году. Эта часовня в настоящее время находится поблизости от современного собора святой Гертруды. Приход святой Гертруды в 1723 году присоединился к Голландской старокатолической церкви. Часовня святой Гертруды стала собором этой старокатолической церкви. После освящения в 1914 году церкви святой Гертруды кафедра старокатолического архиепископа Утрехта была перенесена в новую церковь.
В церкви святой Гертруды состоялись рукоположения старокатолических епископов. В 1907 году здесь был рукоположён епископ Франциск Одур, в 1909 году — епископ Иоанн Ковальски, в 1999 году — нынешний ординарий Голландской старокатолической церкви архиепископ Йорис Веркаммен.